# Єлизавета Кларенс
Єлизавета Джорджиана Аделаїда Кларенс (англ. Elizabeth Georgiana Adelaide of Clarence; 10 грудня 1820, Палац святого Якова, Великий Лондон — 4 березня 1821, там же) — принцеса Великої Британії; молодша дочка короля Вільгельма IV. Протягом усього життя займала третє місце у лінії успадкування престолу Великої Британії після батька та дядька.

## Біографія
Єлизавета Кларенс народилася 10 грудня 1820 року у Палаці святого Якова у сім'ї принца Вільгельма, герцога Кларенса (майбутнього короля Вільгельма IV), і його дружини Аделаїди Саксен-Мейнінгенської. За батьком принцеса була онукою короля Великої Британії Георга III та Шарлотти Мекленбург-Стреліцької; по матері — Георга I, герцога Саксен-Мейнінгенського, і Луїзи Елеонори Гогенлое-Ланґенбурзької. Дівчинка стала другою дочкою та другою дитиною у сім'ї: її старша сестра Шарлотта Августа Луїза народилася роком раніше у Ганновері, але прожила лише кілька годин.
Єлизавета з'явилася на світ приблизно на шість тижнів раніше терміну, через що була хрещена, за різними даними, того ж дня або ввечері наступного дня; церемонію провів єпископ Лондонський Вільям Гоулі. Хто став хрещеними батьками принцеси, невідомо. Дівчинка отримала ім'я Єлизавета Джорджиана Аделаїда. Спочатку батьки принцеси планували дати їй як перше ім'я Джорджина, але король Георг наполягав, щоб дівчинка була названа Єлизаветою. Вибір імен принцеси став неприємним сюрпризом для герцогині Кентської, якою роком раніше король не дозволив назвати дочку Єлизаветою або Джорджианою.
Принцеса народилася за правління свого дядька Георга IV. З моменту народження та протягом усього свого короткого життя Єлизавета посідала третє місце у лінії британського престолонаступництва після батька та дядька, герцога Йоркського. Її народження посунуло у лінії престолонаступництва її кузину та майбутню королеву Вікторію Кентську, яка народилася 24 травня 1819 року, яка, втім, після смерті Єлизавети повернулася на колишні позиції. При цьому сам Георг IV, який не любив Вікторію, шкодував про смерть Єлизавети.
Хоча Єлизавета народилася недоношеною, зовні вона була цілком здоровою дитиною. Проте вона прожила менш ніж три місяці і померла 4 березня 1821 року у Палаці святого Якова від кишкової інвагінації — хвороби, яка загубила принцесу всього за кілька годин. Тіло принцеси було поховано 10 березня 1821 року у каплиці Святого Георгія Віндзорського замку.
Єлизавета стала останньою дитиною герцогського подружжя, яка народилася живою: у 1822 році герцогиня Кларенс народила мертвонароджених хлопчиків-близнюків, потім було кілька викиднів. Батько Єлизавети став королем у 1830 році. При дворі була поширена думка, що його дружина була кілька разів вагітна під час царювання чоловіка, але доказів цього немає. Вільгельм помер у 1837 році, не залишивши спадкоємця, завдяки чому на троні опинилася кузина Єлизавети — Вікторія Кентська.